# Ganja (etimologia)
Este artigo é sobre uma palavra em Hindustani. Para outros usos, consulte Ganja (desambiguação).

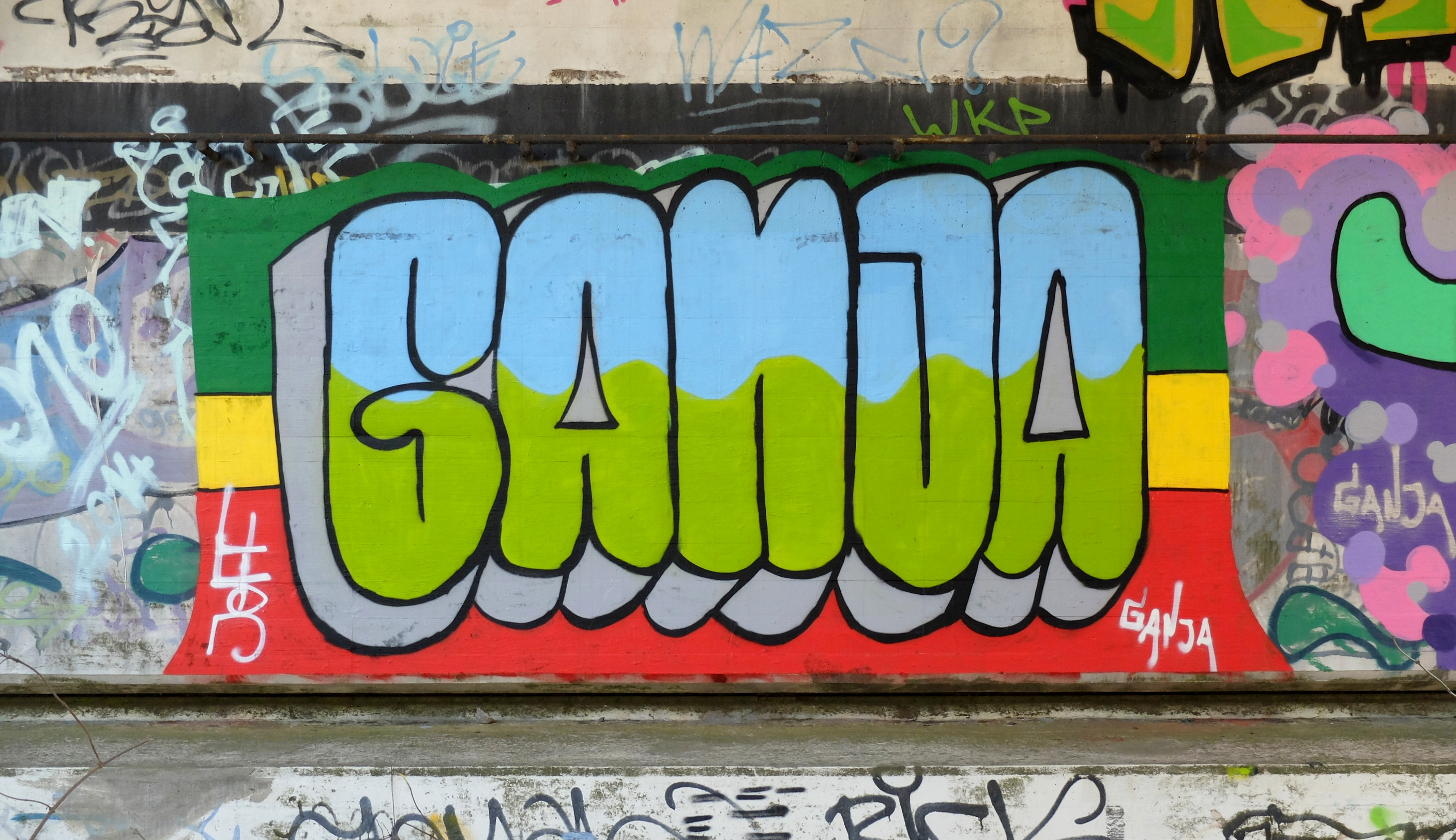
A palavra ganja escrita em grafite em Sevilha, Espanha

Ganja (pronúncia em português: [ˈɡɐ̃ʒɐ], PT; Pronúncia hindi: [ɡaːɲd͡ʒaː]), do Hindustâni ganjhā, é um dos sinônimos mais antigos e mais usados para maconha. Seu uso em inglês data de antes de 1689.

## Etimologia
O termo Ganja é emprestado do hindi/urdu gāñjā (em hindi:  गांजा, em urdu:  گانجا‎), um nome para a cannabis na língua indo-ariana que descende de uma forma primitiva do sânscrito védico. O sânscrito gañjā refere-se a uma "preparação poderosa da Cannabis sativa". Mas na língua hindi, a palavra refere-se apenas a uma parte da planta. Gāñjā é o título dado às flores, enquanto charas se refere à resina e bhang às sementes e folhas.
A palavra ganja chegou ao mundo ocidental por meio das vítimas da escravidão. As vítimas do comércio atlântico de escravos foram trazidas da África para a Jamaica em 1513. Em 1845, o Império Britânico começou a traficar índios escravizados para o Caribe para fortalecer a força de trabalho nas plantações de açúcar. Eles trouxeram consigo elementos de sua cultura, inclusive a ganja.
Uma fonte acadêmica situa a data de introdução da ganja na Jamaica em 1845. O termo surgiu com os trabalhadores do século XIX, cujos descendentes são hoje conhecidos como indo-jamaicanos.
A palavra foi usada na Europa já em 1856, quando os britânicos decretaram um imposto sobre o comércio de "ganja".
Em 1913, a Jamaica proibiu a cannabis com a Lei da Ganja (Ganja Law).

## Uso contemporâneo do termo ganja

### Uso do inglês
Ganja é o termo mais comum para a maconha nas Índias Ocidentais.

### Na cultura popular
Bob Marley popularizou o rastafári e a ganja por meio do reggae. Em 1976, Peter Tosh defendeu o uso da ganja na música "Legalize It". O grupo de hip hop Cypress Hill reviveu o termo nos Estados Unidos em 2004, em uma música intitulada Ganja Bus, seguido por outros artistas, inclusive o rapper Eminem na música "Must Be the Ganja", de 2009.

## Em outros idiomas
Os derivados do termo são usados como palavras genéricas para maconha em vários idiomas, como indonésio/língua malaia (ganja), língua quemer (កញ្ឆា, kanhchhea), língua laociana (ກັນຊາ, kan sa), tailandês (กัญชา, gancha), tiwi (kanja), e vietnamita (cần sa).